# Single certifications d'Alicia Keys
Alicia Keys est une chanteuse américaine connue dans le monde entier et a reçu de nombreux  Platine,  Or.
- "Fallin'"

 Autriche certification :  Or
 France certification :  Or
 Allemagne certification :  Or
 Pays-Bas certification :  Platine
 Nouvelle-Zélande certification :  Or
 Norvège certification :  Platine
 Suède certification :  Platine
 Suisse certification :  Platine
 États-Unis digital certification :  Or
 États-Unis physical certification :  Or
- "A Woman's Worth"

 Australie certification :  Or
- "If I Ain't Got You"

 États-Unis certification :  Or
- "Karma"

 États-Unis certification :  Or
- "My Boo"

 États-Unis digital certification :  Or
 États-Unis physical certification :  Platine
- "No One"

 Australie certification :  Platine
 Belgique certification :  Or
 Canada certification : 2×  Platine
 Canada certification : 2×  Platine
 Danemark certification :  Platine
 Allemagne certification :  Or
 Nouvelle-Zélande certification :  Platine
 Suède certification :  Or
 États-Unis certification : 2×  Platine
- "Like You'll Never See Me Again"

 États-Unis certification :  Platine